# Ступан
„Ступан“ с подзаглавие „Земледелско-економически вестник“ е първото българско издание на селскостопанска тематика и първото периодично издание, публикувано в гр. Видин, после в Русе и Букурещ.
Негов редактор и издател е Димо Хранов от Лясковец, получил агрономическо образование в Крижевац (Хърватско), впоследствие учител във Видин, преводач в щаба на генерал Гурко, общественик, висш чиновник, дипломат и народен представител през 1893 – 1896 година.
Издава се във Видин от януари 1874 до юни 1875 г. и после в Русе и Букурещ (в печатницата на Любен Каравелов) до 1876 г., когато спира да излиза поради настъпилите в България революционни събития.
В предговора към читателите в първи и втори брой на списанието са заявени приоритетите на изданието: земеделие, животновъдство, бубарство, пчеларство, „съдружаването“, „домашната економия“ и въобще „ступанството“. До края на излизането си изданието поддържа тази редакционна политика и публикува статии, свързани с развитието на селското стопанство, икономически вести, отзиви за книги.
Сред активните сътрудници са Стефан Бобчев, Михалаки Георгиев, Кръстьо Мирски, Тодор Станчев, Никола Сукнаров, Спас Тумпаров и други. Благодарение на своето разнообразно и полезно съдържание, списание „Ступан“ се разпространява с абонамент не само във Видин, но и в други селища в страната.
През май 2006 г. видинската журналистическа гилдия по инициатива на вестник „Ние“ издига пред Стамбол капия паметник на първите вестникари в града, открит от президента Георги Първанов.